# Messe D-Dur (Dvořák)

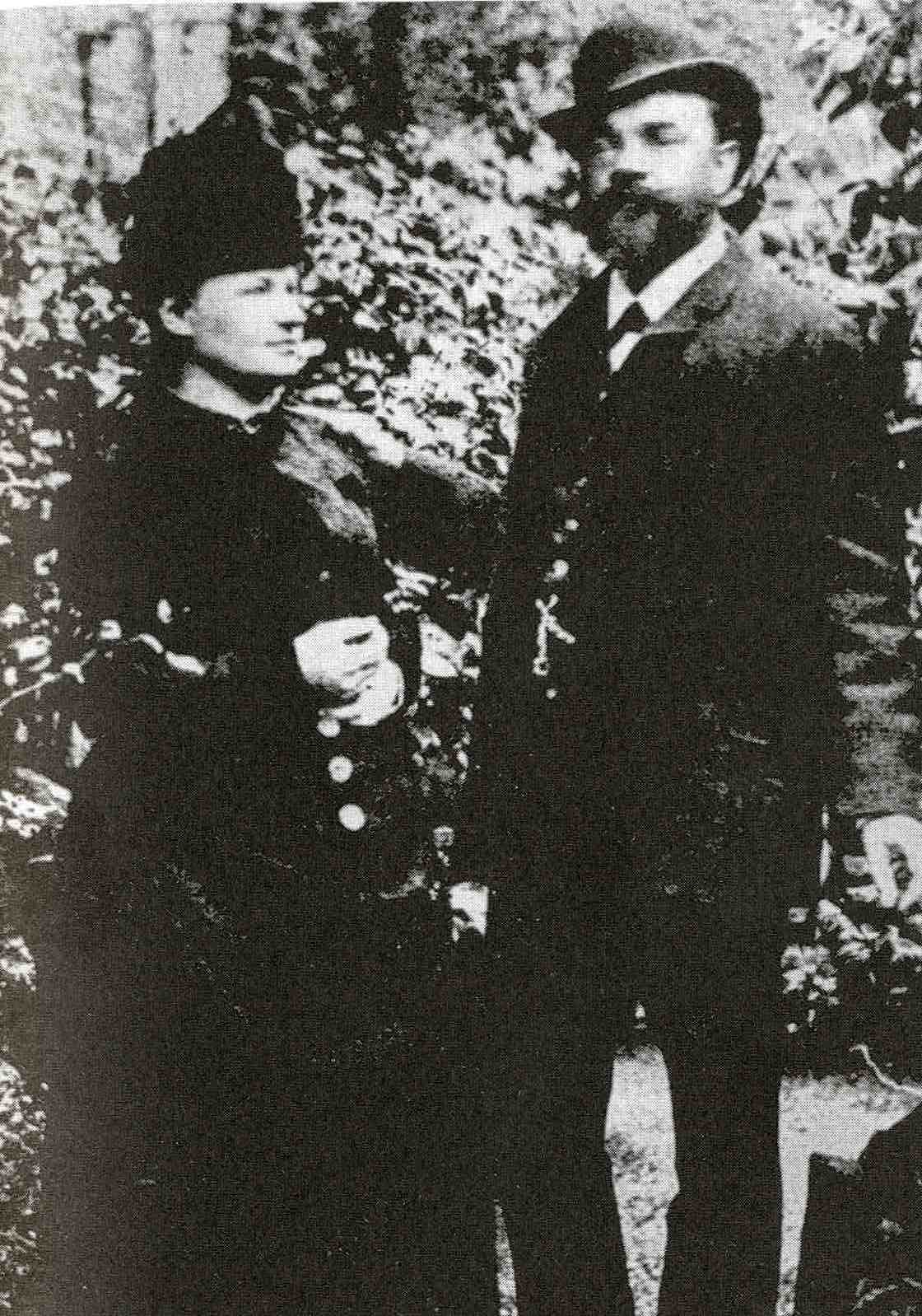
Antonín Dvořák mit seiner Ehefrau Anna, die bei der Uraufführung das Alt-Solo sang (1886)

Die Messe D-Dur (Lužanská mše) op. 86 ist eine Messvertonung von Antonín Dvořák. Sie liegt in zwei verschiedenen Versionen vor: für Soli und Chor mit Orgelbegleitung (B 153) und mit Orchesterbegleitung (B 175).

## Geschichte

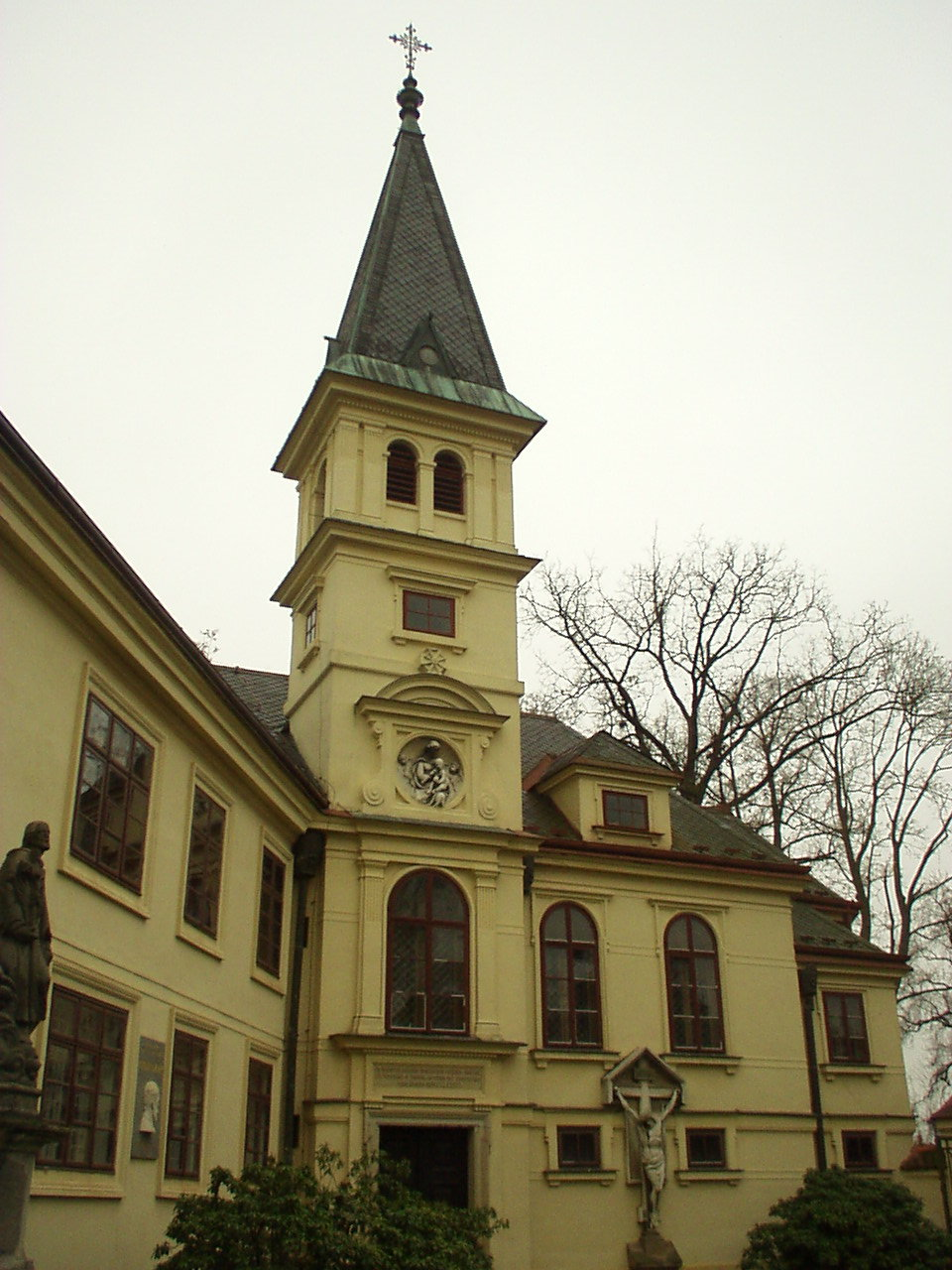
Schloss Lužany

Antonín Dvořák wurde von dem Architekten und Mäzen Josef Hlávka anlässlich der Einweihung von dessen neugebauter Schlosskapelle auf Schloss Lužany beauftragt, eine Messe zu komponieren, die in dieser Kapelle aufführbar war, was bedeutete, dass Dvořák auf eine Orchester-Besetzung oder größeren Chor – zunächst – verzichten musste. Dvořák komponierte das Werk zwischen dem 23. März und dem 17. Juni 1887. Am Tag der Fertigstellung schrieb der Komponist an seinen Auftraggeber:

„Sehr geehrter Herr Rat und lieber Freund! Ich habe die Ehre, Ihnen mitzuteilen, dass ich die Arbeit (die Messe D-Dur) glücklich beendet habe und dass ich große Freude daran habe. Ich denke, es ist ein Werk, das seinen Zweck erfüllen wird. Es könnte heißen: Glaube, Hoffnung und Liebe zu Gott dem Allmächtigen und Dank für die große Gabe, die mir gestattete, dieses Werk zum Preis des Allerhöchsten und zur Ehre unserer Kunst glücklich zu beenden. Wundern Sie sich nicht, dass ich so gläubig bin – aber ein Künstler, der es nicht ist, bringt nichts solches zustande. Haben wir denn nicht Beispiele an Beethoven, Bach, Raffael und vielen anderen? Schließlich danke ich auch Ihnen, dass Sie mir die Anregung gaben, ein Werk in dieser Form zu schreiben, denn sonst hätte ich kaum je daran gedacht; bisher schrieb ich Werke dieser Art nur in großem Ausmaße und mit großen Mitteln. Diesmal aber schrieb ich nur mit bescheidenen Hilfsmitteln, und doch wage ich zu behaupten, dass mir die Arbeit gelungen ist.“

Die Uraufführung fand am 11. September 1887 unter der Leitung des Komponisten in der Schlosskapelle statt. Zdenka Hlávka, Ehefrau des Auftraggebers, und Dvořáks Ehefrau Anna sangen die weiblichen Solopartien.
Im Autograph trägt die Messe die Opuszahl 76. Diese Opuszahl wurde später vom Verleger Fritz Simrock der 5. Sinfonie vergeben (für die der Komponist seinerseits die Opuszahl 24 vorgesehen hatte).
Die erste öffentliche Aufführung fand am 15. April 1888 im Stadttheater von Pilsen statt. Die Instrumentalstimmen wurden in dieser Aufführung von zwei Harmoniums, Cello und zwei Kontrabässen übernommen. Diese Instrumentierung, von der nicht bekannt ist, ob sie von Dvořák selbst stammte, ist nicht erhalten.
Dvořáks Verleger Simrock war nicht daran interessiert, das Werk zu publizieren. Erst 1892 erschien die Messe beim Londoner Verlag Novello & Co. als op. 86 im Druck, nachdem der Komponist eine Orchesterbearbeitung erstellt hatte. Diese Orchesterfassung wurde am 11. März 1893 im Londoner Crystal Palace unter der Leitung von August Manns uraufgeführt.

## Besetzung
Orgelfassung (1887):
- Soli: Sopran, Alt, Tenor, Bass
- Chor SATB
- Orgel

Orchesterfassung (1892):
- Kleiner Chor: Sopran, Alt, Tenor, Bass (je 4 Soli)
- Chor SATB
- 2 Oboen, 2 Fagotte, 3 Hörner, 2 Trompeten, 3 Posaunen, Pauken, Streicher, Orgel

Bei der Instrumentierung behielt Dvořák die Grundstruktur des Werkes weitgehend bei. Dem Beginn des Kyrie stellte er eine kurze, zweitaktige Einleitung des Orchesters voran. Die in der Orgelfassung für 4 Solisten vorgesehenen Stellen sind in der Orchesterfassung einem „kleinen Chor“ von je 4 Sängern je Stimme zugedacht, sie können aber auch in dieser Fassung alternativ mit Solisten besetzt werden. Zusätzliche, in der Orchesterfassung mit 4 Soli bezeichnete Stellen waren in der Erstfassung für den Chor bestimmt. Durch die Verwendung des Orchesters konnte der Komponist auch eine verfeinerte Dynamik anstreben, wodurch sich an einzelnen Stellen auch Auswirkungen auf die Stimmführung des Chores ergaben.
Die Aufführungsdauer beträgt ca. 35–45 Minuten.

## Aufbau
- Kyrie (Soli und Chor)
- Gloria (Soli und Chor)
- Credo (Soli und Chor)
- Sanctus (Chor)
- Benedictus (Chor)
- Agnus Dei (Soli und Chor)

## Werkbeschreibung
Das Kyrie wirkt vor allem durch seine ausgefeilte und kontrastreiche Dynamik. Abweichend vom liturgischen Gebrauch beendet Dvořák den Satz mit einem erneuten „Christe eleison“.
Das Gloria beginnt in freudigem punktiertem Rhythmus, der im Mittelteil mit einem besinnlicheren Abschnitt kontrastiert wird, ab der Erwähnung der Sünden der Welt von wachsender Unruhe geprägt ist und zum Schluss noch einmal feierlich die Herrlichkeit Gottes preist.
Das Credo, der längste Satz der Messe, ist in mehrere Abschnitte untergliedert. Weite Abschnitte sind streng responsorisch gehalten: Der Text wird abschnittsweise zunächst vom Alt, später vom Tenor bzw. den jeweiligen Solisten mezza voce vorgetragen und dann jeweils vom Chor tutti im Forte wiederholt. Der Abschnitt, der den Glauben an den einen Gott bekennt, durchläuft harmonisch einmal den kompletten Quintenzirkel, Sinnbild für die Vollkommenheit Gottes. Das Leiden Jesu Christi wird in verminderten Septakkorden expressiv zum Ausdruck gebracht. Der Satz schließt mit einem feierlichen, imposanten „Amen“.
Sanctus und Benedictus sind durch das in identischer Weise vertonte „Hosanna in excelsis“ thematisch miteinander verknüpft.
Das Agnus Dei setzt mit einem kunstvollen Fugato der Solisten ein. Als einziger Satz der Messe endet es nicht in feierlichem Fortissimo, sondern mit der inständig im dreifachen Piano gehauchten Bitte um Frieden.